# نهر أوي بوامو
نهر أوي بوامو هو نهر في كاليدونيا الجديدة . تبلغ مساحته 13 كيلومترًا مربعًا. 

## أنظر أيضا
- قائمة أنهار كاليدونيا الجديدة